# 黄花合叶豆
黄花合叶豆（学名：[Smithia blanda] 错误：{{Lang}}：文本有斜体标记（帮助））为豆科坡油甘属下的一个种。

## 扩展阅读
- 維基物種上的相關：黄花合叶豆